# Diaphorus alienus
Diaphorus alienus är en tvåvingeart som beskrevs av Van Duzee 1915. Diaphorus alienus ingår i släktet Diaphorus och familjen styltflugor.
Artens utbredningsområde är Oregon. Inga underarter finns listade i Catalogue of Life.